# Les Granges Brûlées
Les Granges Brûlées ist das zweite Studioalbum des französischen Musikers Jean Michel Jarre. Veröffentlicht wurde es 1973 von Eden Roc.

## Besonderheit
Les Granges Brûlées ist das einzige Soundtrackalbum von Jean Michel Jarre. 1973 schrieb er die Musik zum Spielfilm Die Löwin und ihr Jäger von Regisseur Jean Chapot mit Simone Signoret und Alain Delon in den Hauptrollen.
2003 wurde das Album beim Label Disques Dreyfus unter der Nummer FDM 36254-2 auf CD wiederveröffentlicht.
| Professionelle Bewertung | Professionelle Bewertung |
| ------------------------ | ------------------------ |
| Quelle                   | Bewertung                |
| Allmusic                 | [ 1 ]                    |

## Titelliste
- Geschrieben und arrangiert von Jean-Michel Jarre
  1. La Chanson des Granges Brûlées – 2:45
  2. Le Pays de Rose – 2:03
  3. L’Hélicoptère – 1:29
  4. Une Morte dans la Neige – 1:43
  5. Zig-Zag – 2:15
  6. Le Juge – 1:17
  7. Le Car / Le Chasse-Neige – 1:24
  8. Thème de l’Argent – 1:08
  9. Rose – 2:15
  10. Hésitation – 1:00
  11. La Perquisition et les Paysans – 2:35
  12. Reconstitution – 0:55
  13. Les Granges Brûlées – 3:14
  14. Descente au Village – 0:27
  15. La Vérité – 0:56
  16. Générique – 2:44

## Besetzung
- Jean Michel Jarre – Keyboards, Synthesizer